# آفي ويغرسون
آفي ويغرسون (بالعبرية: אבי ויגדרזון‏)‏ (9 سبتمبر 1956 في إسرائيل -) رياضياتي، وعالم حاسوب، وتربوي، وأستاذ جامعي من إسرائيل.

## حباته
وُلد آفي ويغدرسون في حيفا بإسرائيل لأبوين ناجين من الهولوكوست. ويغدرسون هو خريج مدرسة ريالي العبرية في حيفا، وأكمل دراساته الجامعية في التخنيون في حيفا، إسرائيل، وتخرج عام 1980، وتخرج في جامعة برينستون. حصل على الدكتوراه. حصل على درجة الدكتوراه في علوم الكمبيوتر عام 1983 بعد الانتهاء من أطروحة الدكتوراه بعنوان «دراسات في التعقيد الحسابي» بإشراف ريتشارد ليبتون. بعد مناصب قصيرة الأمد في جامعة كاليفورنيا، بيركلي، مركز أبحاث IBM Almaden في سان خوسيه، كاليفورنيا، ومعهد أبحاث العلوم الرياضية في بيركلي، انضم إلى هيئة التدريس بالجامعة العبرية في عام 1986. وفي عام 1999 تولى أيضًا منصبًا في معهد الدراسات المتقدمة، وفي عام 2003 تخلى عن منصبه في الجامعة العبرية ليبدأ الإقامة بدوام كامل في المعهد الدولي للرياضيات.

## الجوائز
- جائزة جودل
- جائزة نيفانلينا
- جائزة المحاضر ليوشيا ويلارد جيبس  [لغات أخرى]‏
- O'Reilly Open Source Award [الإنجليزية]‏
- زمالة جمعية للآلات البرمجية